# Dennis Fong

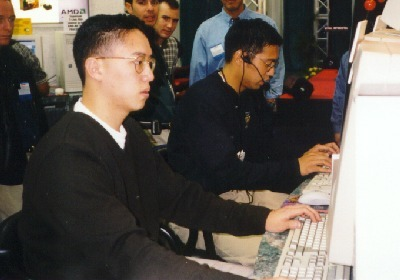
Thresh närmast kameran, under en datorspelsturnering 1997.

Dennis Fong, född i Hongkong 1977, känd under aliaset Thresh, anses allmänt som en av de största pionjärerna inom den professionella datorspelarvärlden. Han var den förste personen som kunde tjäna pengar på sitt spelande, och brukar därför klassas som världens förste pro-gamer, vilket Guinness Rekordbok styrker.
Fong flyttade till USA vid 11 års ålder och började spela Doom vid 16 års ålder. Hans karriär började med spelet Doom II, och har aldrig förlorat en officiell match i det. Fong deltog i den Microsoft sponsrade Doom turneringen som spelades 1995 i Seattle. Han var storfavorit i turneringen och kunde enkelt ta hem segern efter att ha besegrat Ted "Merlock" Peterson i finalen. Han gick sedan över till Quake när det släpptes 1996. Det var inom Quake som han nådde sina riktigt stora framgångar: han vann alla tävlingar som han ställde upp i och var under en lång period helt obesegrad. Efter att ha vunnit John Carmacks Ferrari i juni 1997 i tävlingen Red Annihilation blev han känd över hela världen.
Fong spelade i klanen Death Row, som var den dominerande klanen i USA under den här tiden. Tillsammans med spelare som Reptile, Unholy, B2 och Frick vann klanen det mesta som de ställde upp i. Eran fick dock ett slut när Death Row slutligen fick se sig besegrade av svenska Clan 9 i augusti 1998. Också inom Quake 2 var han klassad som en av världens bästa, vann bland annat PGL 3 i november 1998.
Efter att ha lagt det seriösa spelandet på hyllan så startade han upp spelsidan FiringSquad och i dag driver han även sidan Gamers.com. Han har dessutom skrivit en mycket genomgående guide till Quake, kallad Thresh’s Quake Bible, som innehåller en mängd tips och tricks, strategier med mera.